# Auswahlprinzip von Bessaga-Pelczynski
Das Auswahlprinzip von Bessaga-Pelczynski ist ein Satz aus dem mathematischen  Teilgebiet der Funktionalanalysis, der die Existenz von Basisfolgen in beliebigen unendlichdimensionalen Banachräumen sichert. Er ist nach den polnischen Mathematikern Czesław Bessaga und Aleksander Pełczyński benannt, die ihn 1958 veröffentlicht haben.

## Erste Formulierung des Satzes
In einem Banachraum {\displaystyle X} sei {\displaystyle (e_{n})_{n\in \mathbb {N} }} eine Schauderbasis mit Basiskonstante {\displaystyle K} und Koeffizientenfunktionalen {\displaystyle (e_{n}^{*})_{n\in \mathbb {N} }}. Weiter sei {\displaystyle (x_{n})_{n\in \mathbb {N} }} eine Folge in {\displaystyle X} mit
- {\displaystyle \textstyle \inf _{n\in \mathbb {N} }\|x_{n}\|>0}
- {\displaystyle \textstyle \lim _{n\to \infty }e_{m}^{*}(x_{n})=0}   für alle   {\displaystyle m\in \mathbb {N} }.

Dann enthält {\displaystyle (x_{n})_{n\in \mathbb {N} }} eine Teilfolge {\displaystyle (x_{n_{k}})_{k\in \mathbb {N} }}, die kongruent zu einer Blockbasisfolge {\displaystyle (y_{k})_{k\in \mathbb {N} }} von {\displaystyle (e_{n})_{n\in \mathbb {N} }} ist.
Zusätzlich kann man zu jedem {\displaystyle \varepsilon >0} die Teilfolge so wählen, dass ihre Basiskonstante höchstens {\displaystyle K+\varepsilon } ist.

## Zweite Formulierung des Satzes
Es sei  {\displaystyle (x_{n})_{n\in \mathbb {N} }} eine schwache Nullfolge mit {\displaystyle \|x_{n}\|=1} für alle {\displaystyle n\in \mathbb {N} } in einem unendlichdimensionalen Banachraum. Dann enthält  {\displaystyle (x_{n})_{n\in \mathbb {N} }} eine Teilfolge, die eine Basisfolge ist.
In wird diese Formulierung „Bessaga-Pelczynski Selection Principle (Utility Grade)“ genannt, dort finden sich Anwendungen dieser Formulierung des Auswahlprinzips.

## Zusammenhang zwischen den Formulierungen
Die erste Formulierung ist stärker, wir zeigen hier, wie die zweite aus der ersten hergeleitet werden kann: Dazu genügt es, den von {\displaystyle (x_{n})_{n\in \mathbb {N} }} erzeugten Unterbanachraum zu betrachten. Dieser ist abzählbar erzeugt und daher ein separabler Raum. Als solcher kann er nach dem Satz von Banach-Mazur als Unterraum des Funktionenraums {\displaystyle C([0,1])} aufgefasst werden und dieser hat eine Schauderbasis {\displaystyle (e_{n})_{n\in \mathbb {N} }}. Nun kann die erste Formulierung angewendet werden, denn die beiden Bedingungen an die Folge {\displaystyle (x_{n})_{n\in \mathbb {N} }} ergeben sich aus {\displaystyle \|x_{n}\|=1} und {\displaystyle x_{n}\rightarrow 0} in der schwachen Topologie. Insbesondere enthält  {\displaystyle (x_{n})_{n\in \mathbb {N} }} eine Teilfolge, die eine Basisfolge ist.

## Anwendung: Existenz von Basisfolgen
- Jeder unendlichdimensionale Banachraum enthält eine Basisfolge.

Beweis: Es genügt, unendlichdimensionale, separable Banachräume {\displaystyle X} zu betrachten, und diese können nach dem Satz von Banach-Mazur ohne Einschränkung als Unterraum von {\displaystyle C([0,1])} angesehen werden. Es sei {\displaystyle (e_{n})_{n\in \mathbb {N} }} eine Schauderbasis von {\displaystyle C([0,1])} mit Koeffizientenfolge {\displaystyle (e_{n}^{*})_{n\in \mathbb {N} }}. Da {\displaystyle X} unendlichdimensional ist, kann man ohne Mühe eine Folge {\displaystyle (x_{n})_{n\in \mathbb {N} }} in {\displaystyle X} konstruieren mit {\displaystyle \|x_{n}\|=1} und {\displaystyle e_{k}^{*}(x_{n})=0} für alle {\displaystyle k=1,\ldots ,n}. Dann erfüllt {\displaystyle (x_{n})_{n\in \mathbb {N} }} die Voraussetzungen der ersten Formulierung bzgl. des Banachraums {\displaystyle C([0,1])} und wir erhalten eine Teilfolge, die Basisfolge ist, und diese liegt sogar in {\displaystyle X}.